# Aleksandr Popov (simmare)
Aleksandr Vladimirovitj Popov, ryska: Александр Владимирович Попов, född 16 november 1971 i Lesnoj, Sverdlovsk oblast, är en rysk före detta tävlingssimmare.

## Karriär
Aleksandr Popov satte 1992 olympiskt rekord på 50 meter frisim med tiden 21,91. Under OS 2000 simmade han på världsrekordtiden 21,64 på 50 meter frisim, en tid som dock slogs av australiern Eamon Sullivan som simmade på 21,28 under de australiska OS-uttagningarna i mars 2008.
Popov vann guld under de Olympiska sommarspelen 1992 i Barcelona på 50 och 100 meter frisim. Han upprepade dubbeln vid Olympiska sommarspelen 1996 och under de Olympiska sommarspelen 2000 blev det ett silver på 100 meter frisim. Han har även vunnt sex VM-guld och en mängd EM-guld.